# Auguste (film)
Pour les articles homonymes, voir Auguste (homonymie).
Auguste est un film français réalisé par Pierre Chevalier et sorti en 1961.

## Synopsis
Le chargé de relations publiques Georges Flower monte un coup médiatique pour lancer la carrière de la starlette Françoise Martin. Il organise le sauvetage, par l’acteur hollywoodien Gary Johnson, de Françoise censée se noyer dans la Seine. Mais c’est le gentil employé de banque Auguste Roussel qui se jette à l’eau le premier et « sauve » Françoise. Auguste devient du jour au lendemain la coqueluche de la presse people et Georges Flower s’occupe alors de la promotion de ce nouveau chouchou des médias…

## Fiche technique
| - Titre : Auguste - Réalisateur : Pierre Chevalier - Scénario : Pierre Chevalier et Raymond Castans d’après sa pièce de théâtre Auguste - Dialogues : Raymond Castans - Musique : Franck Barcellini - Directeur de la photographie : Marcel Grignon - Ingénieur du son : Guy Chichignoud - Décorateur : Georges Lévy | - Monteur : Gabriel Rongier - Pays d’origine : France - Directeur de production : Claude Heymann - Sociétés de production : Cocinor (France), Les Films Marceau (France) - Format : Noir et blanc — Son monophonique — 35 mm - Genre : Comédie - Durée : 90 minutes - Dates de sortie : - France :25 octobre 1961 |

## Distribution
- Fernand Raynaud : Auguste Roussel
- Valérie Lagrange : Françoise Martin
- Jean Poiret : Georges Flower
- Roger Carel : Albert, le beau-frère
- Palau (Pierre Palau) : Boyer de l’Ain
- Simone Berthier : la servante d’Auguste
- Paul Préboist : Dupont, le photographe
- Hubert Deschamps : le récitant
- Ingrid Bergman : elle-même (simple apparition)
- Claudia Cardinale : elle-même (simple apparition)

## Autour du film
- Valérie Lagrange[1] : « Quelques mois après la naissance du bébé[2], on m’avait proposé de jouer dans Auguste, un film avec Fernand Raynaud. Je n’avais pas du tout envie d’accepter, mais n’ayant pas de meilleure proposition — il fallait bien faire rentrer les sous, car Serge[3] n’en gagnait pas suffisamment pour entretenir notre train de vie —, j’ai signé le contrat. Ainsi, de fil en aiguille, je me suis retrouvée, contre mon désir, embarquée dans toute une série de films alimentaires. »
- Ingrid Bergman, guest-star ! : dans la séquence où « Auguste » descend de l'avion qui l'amène au Festival de Cannes, Fernand Raynaud descendait d'un avion réellement arrivé (mais lui n'était monté à la coupée que pour en redescendre sous les caméras). La surprise, pour la production, fut de découvrir qu’Ingrid Bergman était réellement passagère de ce vol. Elle venait au Festival de Cannes. Elle accepta de bonne grâce d'être filmée, à son tour, à sa descente d'avion.